# Sant Martí del Mas d'en Roqueta
Sant Martí del Mas d'en Roqueta és una capella de l'agregat del Mas d'en Roqueta, integrada en el Mas d'en Ramonet, en el terme del nucli d'Aravell, municipi de Montferrer i Castellbò (Alt Urgell). Està inclosa en l'Inventari del Patrimoni Arquitectònic de Catalunya.

## Descripció
És una capella de petites dimensions, que ocupa prop de la quarta part de l'edifici residencial, actualment abandonat, conegut amb el nom de Mas d'en Ramonet, al nord del conjunt del Mas d'en Roqueta. Externament només es reconeix per una porta en arc de mig punt, situada a l'extrem nord de la façana de l'edifici i coronada per una finestra quadrangular. A l'interior, la capella ocupa tota l'amplada de l'edifici, és d'una sola nau, orientada al nord-est i coberta amb volta de canó. Externament, tret de la porta, i antigament de l'ull de bou circular que la coronava, actualment reconvertit en finestra quadrangular, no hi ha cap altre element arquitectònic o ornamental que faci pensar en una capella.